# 238th Street (Broadway-Seventh Avenue Line)
238th Street is een station van de metro van New York aan de Broadway-Seventh Avenue Line.
Van noord naar zuid:
Van Cortlandt Park-242nd Street · 
238th Street · 
231st Street · 
Marble Hill-225th Street · 
215th Street · 
207th Street · 
Dyckman Street · 
191st Street · 
181st Street · 
168th Street · 
157th Street · 
145th Street · 
137th Street-City College · 
125th Street · 
116th Street-Columbia University · 
110th Street-Cathedral Parkway · 
103rd Street · 
96th Street ·
86th Street · 
79th Street · 
72nd Street · 
66th Street-Lincoln Center · 
59th Street-Columbus Circle · 
50th Street · 
Times Square-42nd Street · 
34th Street-Penn Station · 
28th Street · 
23rd Street · 
18th Street · 
14th Street · 
Christopher Street-Sheridan Square · 
Houston Street · 
Canal Street · 
Franklin Street · 
Chambers Street · 
WTC Cortlandt · 
Rector Street · 
South Ferry